# Berioana limbulata
Berioana limbulata là một loài bướm đêm trong họ Noctuidae.